# Massimo Giacoppo
Massimo Giacoppo (Messina, 10 maggio 1983) è un pallanuotista italiano, ha vinto con la squadra azzurra la medaglia d'argento alle Olimpiadi di Londra 2012.

## Statistiche

### Presenze e reti nei club
Statistiche parziali aggiornate al 26 giugno 2011.
| Stagione                | Squadra                 | Campionato              | Campionato | Campionato | Coppe nazionali | Coppe nazionali | Coppe nazionali | Coppe continentali | Coppe continentali | Coppe continentali | Totale | Totale |
| Stagione                | Squadra                 | Comp                    | Pres       | Reti       | Comp            | Pres            | Reti            | Comp               | Pres               | Reti               | Pres   | Reti   |
| ----------------------- | ----------------------- | ----------------------- | ---------- | ---------- | --------------- | --------------- | --------------- | ------------------ | ------------------ | ------------------ | ------ | ------ |
| 2001-02                 | Pallanuoto Messina      | A1                      | ?          | ?          |                 | -               | -               |                    | -                  | -                  | ?      | ?      |
| 2002-03                 | Pallanuoto Messina      | A2                      | ?          | ?          |                 | -               | -               |                    | -                  | -                  | ?      | ?      |
| Totale Messina          | Totale Messina          | Totale Messina          | ?          | ?          |                 | -               | -               |                    | -                  | -                  | ?      | ?      |
| 2003-04                 | Ortigia Siracusa        | A1                      | ?          | ?          |                 | -               | -               |                    | -                  | -                  | ?      | ?      |
| 2004-05                 | Ortigia Siracusa        | A1                      | ?          | ?          |                 | -               | -               |                    | -                  | -                  | ?      | ?      |
| 2005-06                 | Ortigia Siracusa        | A1                      | ?          | ?          |                 | -               | -               |                    | -                  | -                  | ?      | ?      |
| Totale Ortigia Siracusa | Totale Ortigia Siracusa | Totale Ortigia Siracusa | ?          | ?          |                 | -               | -               |                    | -                  | -                  | ?      | ?      |
| 2006-07                 | Pro Recco               | A1                      | ?          | ?          |                 | -               | -               |                    | -                  | -                  | ?      | ?      |
| 2007-08                 | Pro Recco               | A1                      | ?          | ?          |                 | -               | -               |                    | -                  | -                  | ?      | ?      |
| Totale Pro Recco        | Totale Pro Recco        | Totale Pro Recco        | ?          | ?          |                 | -               | -               |                    | -                  | -                  | ?      | ?      |
| 2008-09                 | Pallanuoto Catania      | A1                      | ?          | ?          |                 | -               | -               |                    | -                  | -                  | ?      | ?      |
| 2009-10                 | R.N. Savona             | A1                      | ?          | ?          |                 | -               | -               |                    | -                  | -                  | ?      | ?      |
| 2010-11                 | R.N. Savona             | A1                      | 29         | 20         | C.I.            | 2               | 3               | E.L. - C.L.        | 14                 | 6                  | 45     | 29     |
| Totale R.N. Savona      | Totale R.N. Savona      | Totale R.N. Savona      | ?          | ?          |                 | -               | -               |                    | -                  | -                  | ?      | ?      |
| Totale carriera         | Totale carriera         | Totale carriera         | ?          | ?          |                 | -               | -               |                    | -                  | -                  | ?      | ?      |

## Palmarès

### Club
- Campionato italiano: 6

Pro Recco: 2006-07, 2007-08, 2011-12, 2012-13, 2013-14, 2014-15
- Coppe Italia: 6

Pro Recco: 2006-07, 2007-08, 2012-13, 2013-14, 2014-15, 2015-16
- Eurolega: 4

Pro Recco: 2006-07, 2007-08, 2011-12, 2014-15
- Coppe LEN: 1

R.N. Savona: 2010-11
- Supercoppa LEN: 3

Pro Recco: 2007, 2012, 2015
- Lega Adriatica: 1

Pro Recco: 2011-2012

### Nazionale
- Olimpiadi

Londra 2012: 
- World League

Firenze 2011: 
- Europei

Zagabria 2010: 